# Bombardier Zefiro
Bombardier Zefiro (Eigenschreibweise von Bombardier Transportation: Bombardier ZEFIRO) ist eine Typenfamilie von Hochgeschwindigkeitszügen der Bombardier Transportation für den Einsatz mit Höchstgeschwindigkeiten von 200 km/h bis 380 km/h. Die älteren Baureihen für die Volksrepublik China wurden aus der Typenfamilie Regina abgeleitet, später folgte eine neu entwickelte Plattform für Züge mit Höchstgeschwindigkeiten über 300 km/h.
Nach der Übernahme von Bombardier durch Alstom wurden Ende 2021 alle Geschäftsaktivitäten in Bezug auf den Zefiro V300 an Hitachi Rail übertragen, damit im europäischen Markt für Höchstgeschwindigkeitszüge der Wettbewerb erhalten bleibt. Die Marke „Zefiro Express“ für (weniger als 300 km/h schnelle) Hochgeschwindigkeitszüge darf vom fusionierten Konzern weiter verwendet werden. Die Übertragung der Geschäftsaktivitäten in Bezug auf den Zefiro wurde Mitte 2022 abgeschlossen.

## Varianten

### China
Die ersten Züge aus der Zefiro-Familie wurden für CRH in der Volksrepublik China gebaut. Für den Bau der chinesischen Züge gründeten Bombardier Transportation mit Nanche Sifang (Südchinesische Lokomotiv- und Rollmaterialindustrie) den Joint-Venture Bombardier Sifang (Qingdao) Transportation Ltd.

#### Zefiro 250
2007 bestellte das Chinesische Eisenbahnministerium insgesamt 40 Triebzüge mit je 16 Wagen. Nach Angaben des Herstellers handelt es sich dabei um den bis dahin größten Auftrag im Reisezugsbereich in der Geschichte des chinesischen Schienenverkehrs. Die Herstellung der Züge erfolgt in China. Die ersten Züge gingen im April 2009 in Betrieb. Die Züge werden in den Versionen CRH1B und CRH1E gebaut.
- CRH1A-A: Bei der Baureihe CRH1A-A handelt es sich um 8-teilige Triebwagen mit 250 km/h, welche im Rahmen der Vertragsänderung des Zefiro380 im Mai 2012 mit einer Anzahl von 60 Zügen bei BST bestellt wurden. Da es sich hierbei um die Weiterentwicklung des CRH1 u. a. mit Aluminium-Wagenkasten handelt, wird es auch CRH1-NG genannt.
- CRH1B: Die CRH1B sind Tageszüge, die mit 1299 Sitzplätzen in zwei Klassen ausgerüstet sind. Sie sind seit April 2009 im Einsatz.
- CRH1E: Die CRH1E sind Nachtzüge, die mit 618 Plätzen in zwei Schlafwagenklassen und Sitzplätzen in den Steuerwagen ausgestattet sind. Sie sind seit November 2009 auf der Strecke Peking–Shanghai im Einsatz.

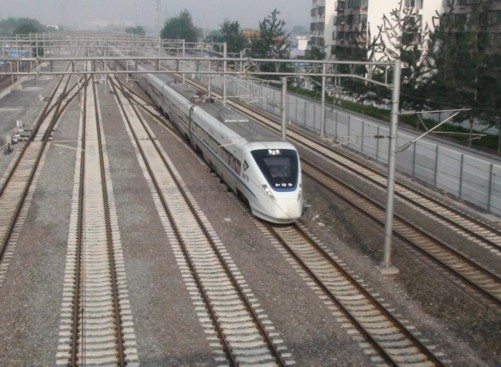
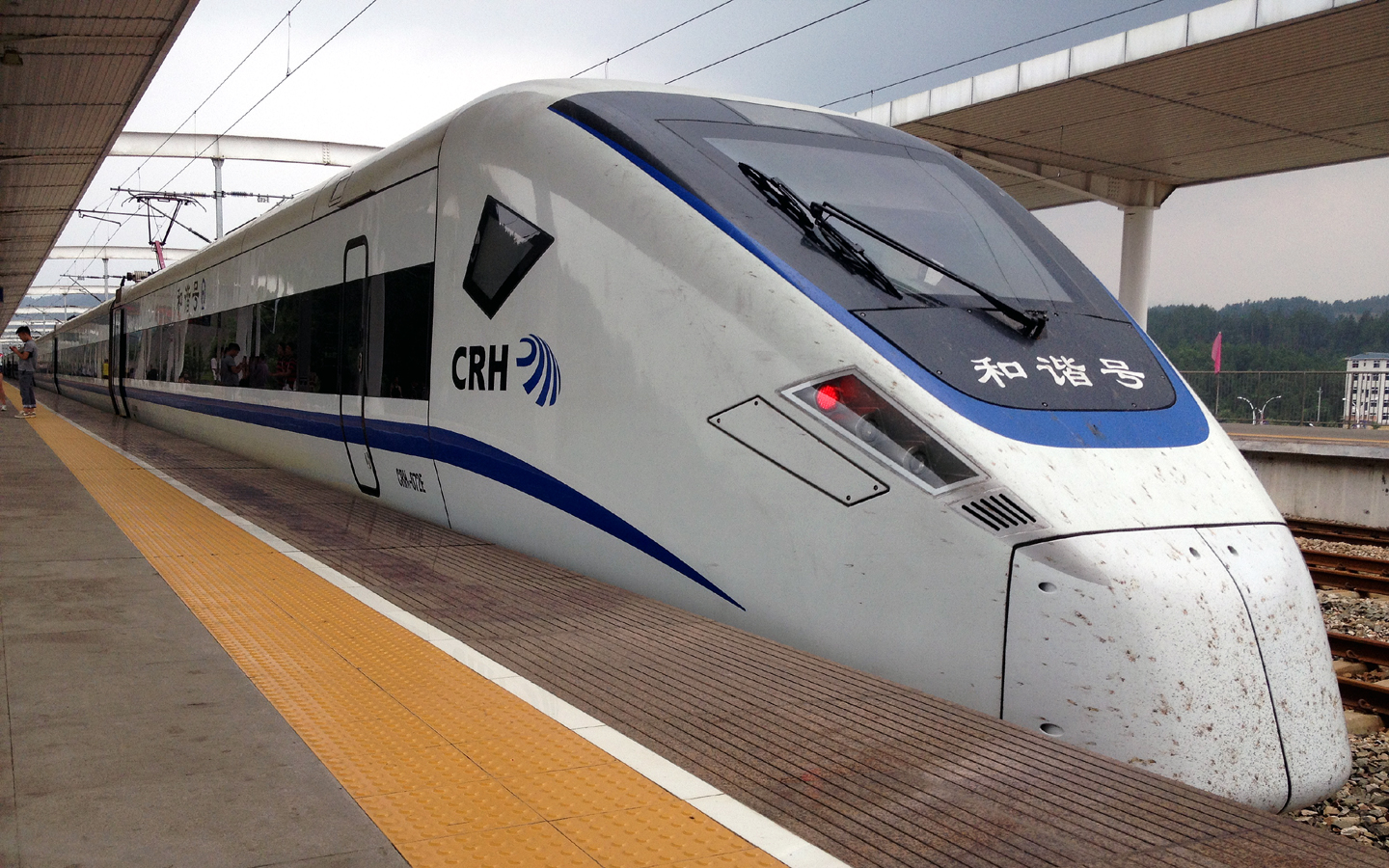

#### Zefiro 380 (CRH380D)

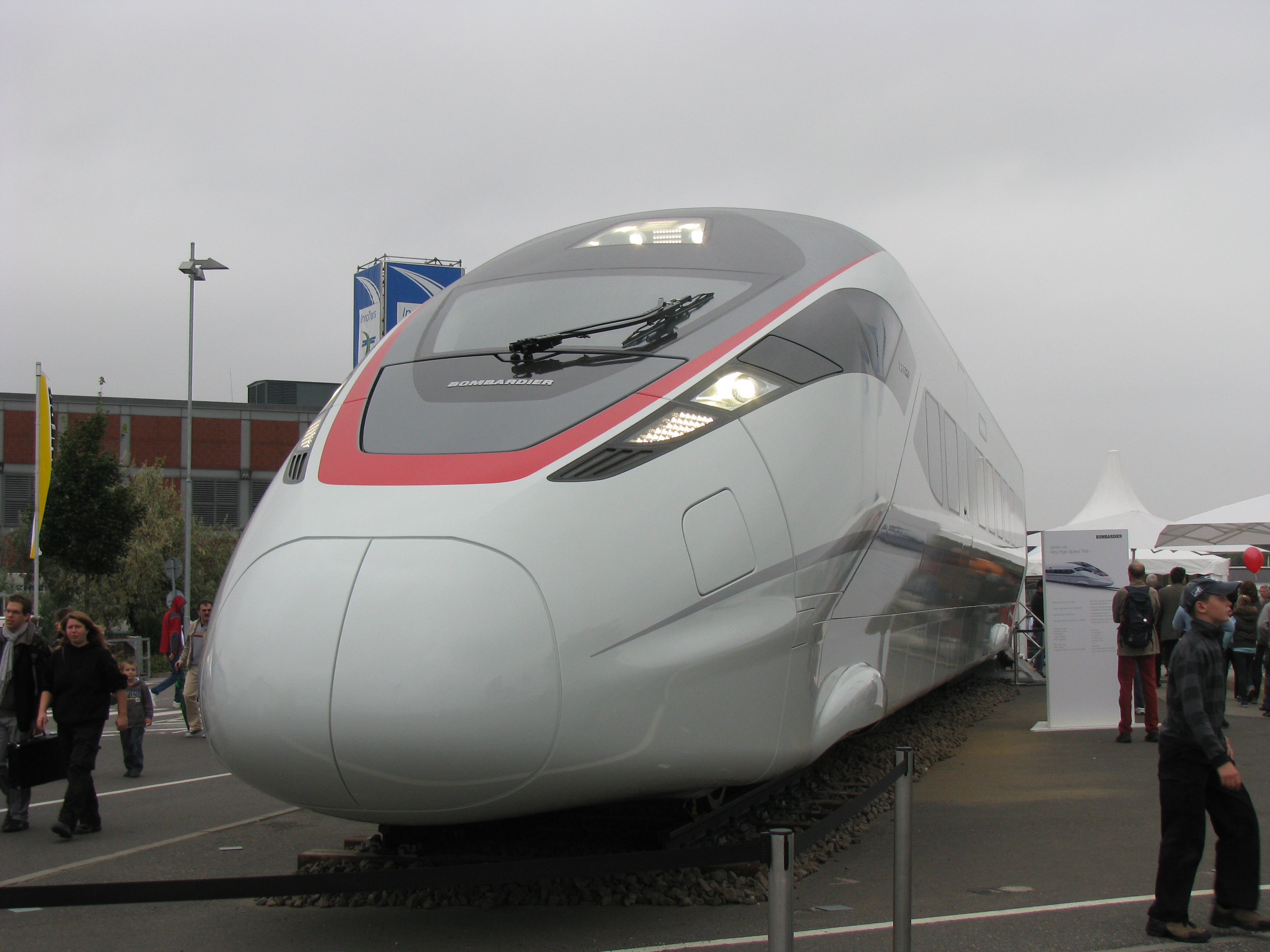
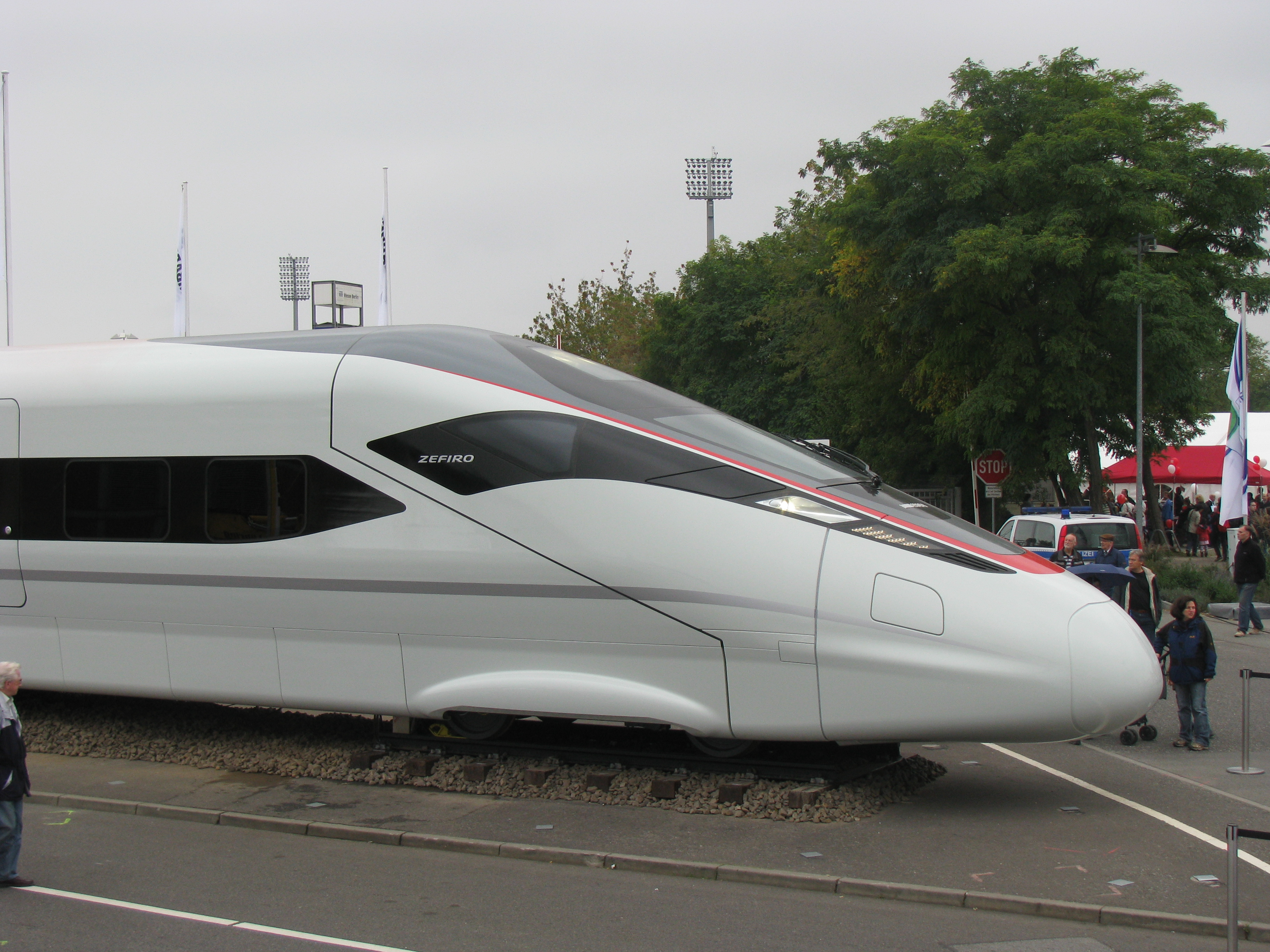
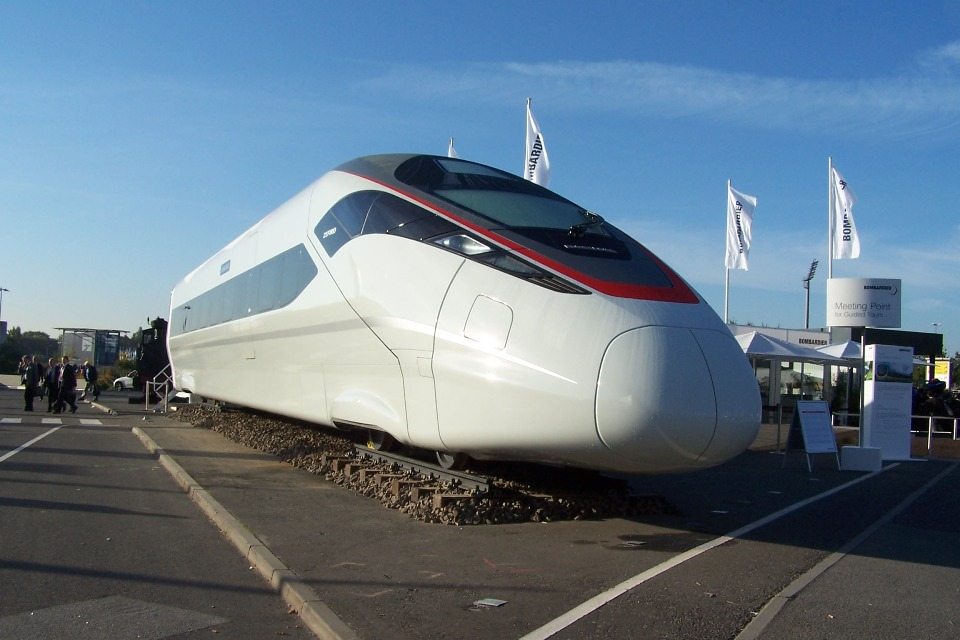
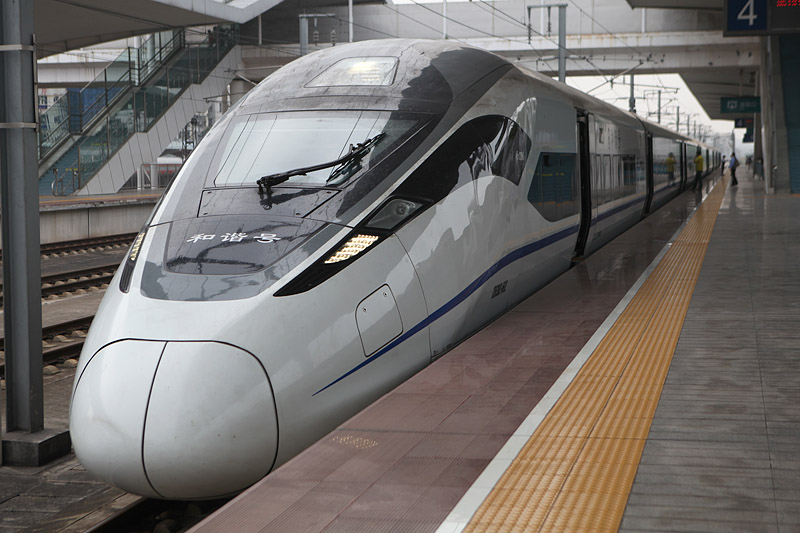

Ende September 2009 bestellte das chinesische Eisenbahnministerium 80 weitere Triebzüge für eine Betriebsgeschwindigkeit bis zu 380 km/h. Die ursprüngliche Bestellung umfasste 20 Züge mit 8 Wagen und 60 Züge mit 16 Wagen, die von 2012 bis 2016 ausgeliefert werden sollten. Durch eine Vertragsänderung im Mai 2012 wurde die Anzahl auf 70 Züge mit je 8 Wagen reduziert und dafür als Ausgleich weitere 106 CRH1A (davon 60 als NG mit Aluminium-Wagenkasten) bestellt. Im September 2015 erfolgte die Bestellung weiterer 15 Züge. Die gesamte Flotte wurde bis Mitte 2016 ausgeliefert und verteilt sich auf die Depots Shanghai, Chongqing und Chengdu. Entwickelt wurde diese Version im Bombardier Standort Hennigsdorf bei Berlin. Die Detailkonstruktion für die Fertigung erfolgte beim Joint-Venture Partner Bombardier-Sifang-Transportation (BST) in Qingdao. Die Züge haben die Bezeichnung CRH380D (CRH380DL war für die 16-teilige Version vorgesehen) erhalten.

### Italien

#### ETR1000 – V300 Zefiro – Frecciarossa 1000
Für eine Ausschreibung der Ferrovie dello Stato Italiane (FS) bot Bombardier zusammen mit AnsaldoBreda einen Zug unter dem Namen V300 Zefiro an, der von den Typen AnsaldoBreda V250 und Bombardier Zefiro abgeleitet war.
Trenitalia vergab den Auftrag an Bombardier und Ansaldo im August 2010. Der Auftrag hatte ein Gesamtvolumen von 1,54 Milliarden Euro, wovon 652 Millionen auf den Lieferanteil von Bombardier entfielen.
Ab 2013 führten fünf Vorserienzüge Versuchsfahrten auf dem italienischen Streckennetz aus, mit welchen die Zulassung bis 300 km/h im April 2015 erreicht wurde. Zur Expo 2015 wurden ab Juni 2015 die ersten sechs Züge dem Betrieb übergeben. Die Auslieferungen wurden 2017 abgeschlossen.
Die technischen Prüfungen für den kommerziellen Betrieb mit 350 km/h wurden im Dezember 2017 abgeschlossen. Bei den Versuchsfahrten wurden im Februar 2016 393,8 km/h erreicht. Für den Betrieb mit 350 km/h ist ein Ausbau der Infrastruktur notwendig, der jedoch 2018 abgesagt wurde, da dessen ökonomischen und technischen Nachteile höher seien als die Vorteile.
Im Juni 2019 erfolgte die Bestellung weiterer 14 Züge, von denen einige seit Dezember 2021 für internationale Verbindungen zwischen Paris und Italien eingesetzt werden.
Die private spanische Bahngesellschaft Ilsa setzt 23 Triebzüge mit ebenfalls acht Wagen im spanischen Hochgeschwindigkeitsverkehr ein.

### Schweden

#### Bombardier Regina
Die Zefiro 250-Züge für China gingen aus der Bombardier-Regina-Familie hervor, die im schwedischen Västerås entwickelt und dort sowie bei Kalmar Verkstad gebaut wurden. Der Standort Västerås war Hauptsitz von Asea, deren Bahnsparte über ABB und später Adtranz zu Bombardier Transport kam und durch die Fusion 2021 an Alstom ging. 2005 verlagerte Bombardier Transport die Fertigung der Züge für den nordischen Markt nach Hennigsdorf ins Werk der ehemaligen AEG Schienenfahrzeuge.

#### Avelia Stream (Zefiro Express)
Für die Anforderungen von schwedischen Bahnunternehmen entwickelte Bombardier Transport Mitte der 2010er Jahre einen als Regional- und Intercityzug einsetzbaren Triebzug, der Geschwindigkeiten von 200 bis 250 km/h erreicht und Sitzplätze für bis zu 800 Personen bietet. Der in Västeras und Hennigsdorf entwickelte Zefiro Express ist flexibel konfigurierbar in Längen von 54 m (2 Wagen) bis 213 m (8 Wagen). Eine Konfiguration als Batteriezug (BEMU) ist möglich. Nach der Übernahme von Bombardier Transportation durch Alstom wurden die Züge 2022 in Avelia Stream umbenannt.
Västtrafik X80
Als Erstkunde bestellte 2018 die schwedische Transitio für Västtrafik bei Bombardier Transport 45 Exemplare des neuen elektrischen Triebzugs, der eine Geschwindigkeit von 200 km/h erreicht und in drei Wagen 270 Sitzplätze bietet. Der Zugtyp wird in Schweden als Baureihe X80 geführt und erhielt bei Bombardier die Bezeichnung Zefiro Express. Der Zug wird in Deutschland gefertigt, wobei die Wagenkästen aus China zugeliefert werden. Sie werden bei Sifang (Qingdao) Transportation Ltd. gefertigt, dem Joint Venture von Bombardier mit CRRC.
Bombardier stellte Ende 2020 den ersten Zefiro Express fertig, mit dem die Test- und Inbetriebnahmephase begann. Die Tests fanden 2021 in Hennigsdorf und Wien (Klimakammer) statt und werden seit Februar 2022 in Schweden fortgeführt. Im Fahrgastbetrieb sollen die ersten Züge ab Herbst 2025 genutzt werden; die vollständige Auslieferung aller Fahrzeuge ist für 2026 geplant.
SJ Projekt Delta
Die SJ AB begann 2017 mit dem „Projekt Delta“ zur Beschaffung von wenigstens 25 Triebzügen, die eine Geschwindigkeit von 250 km/h erreichen sollen. Dies führte Ende 2021 zur Ankündigung einer Bestellung von 25 „neuen Hochgeschwindigkeitszügen“ bei Bombardier Transport Sweden. Seit April 2022 werden sie als „Zefiro Express“ bezeichnet. Es soll eine Variante mit u. a. Fahrradstellplätzen und Batteriepuffer, um Stromausfälle zu überbrücken, geliefert werden. Die Züge sind für den Fernverkehr zwischen den großen schwedischen Städten sowie für den grenzüberschreitenden Verkehr nach Dänemark und Norwegen vorgesehen. Die Inbetriebnahme ist für 2026 geplant.